# Liste der Monuments historiques in Gradignan
Die Liste der Monuments historiques in Gradignan führt die Monuments historiques in der französischen Gemeinde Gradignan auf.

## Liste der Bauwerke
| Bezeichnung                 | Beschreibung                     | Standort                          | Kennzeichnung | Schutzstatus | Datum | Bild           |
| --------------------------- | -------------------------------- | --------------------------------- | ------------- | ------------ | ----- | -------------- |
| Schloss Tauzia              | Erbaut 1778                      | (Lage)                            | PA00083563    | Classé       | 1965  | weitere Bilder |
| Töpferei                    | Erbaut Ende des 19. Jahrhunderts | 90 avenue de la Poterie (Lage)    | PA33000161    | Inscrit      | 2012  |                |
| Priorat von Cayac           | Erbaut im 13. Jahrhundert        | (Lage)                            | PA00083564    | Inscrit      | 1937  | weitere Bilder |
| Telegraf nach Claude Chappe | Erbaut 1825                      | Cours du Général de Gaulle (Lage) | PA33000160    | Inscrit      | 2012  |                |

## Liste der Objekte
- Monuments historiques (Objekte) in Gradignan in der Base Palissy des französischen Kultusministeriums